# باتريك غوردون
باتريك غوردون (بالإنجليزية: Patrick Gordon)‏ (19 فبراير 1870 في المملكة المتحدة - ) هو لاعب كرة قدم إسكتلندي في مركز جناح ‏. لعب مع بلاكبيرن روفرز ونادي إيفرتون ونادي ليفربول.